# Muldakmens
Muldakmens – przystanek kolejowy w pobliżu miejscowości Papardes, w gminie Aizkraukle, na Łotwie. Położony jest na linii Ryga - Dyneburg.
Do 2014 istniał w tym miejscu punkt kontrolny. Podczas budowy drugiego toru w 2014 został on zlikwidowany, a w jego miejscu zlokalizowano przystanek.